# Neofascismo

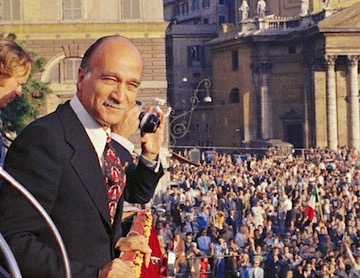
Giorgio Almirante, líder del neofascista MSI, durante un mitin en Roma (década de 1970).

El neofascismo es una ideología de extrema derecha y de la posguerra de la Segunda Guerra Mundial que incluye importantes elementos del fascismo. Generalmente incluye ultranacionalismo, ultraconservadurismo, supremacía blanca, antifeminismo, populismo, autoritarismo, nativismo, xenofobia, homofobia y oposición a la inmigración, así como oposición a la democracia liberal, la soberanía parlamentaria, el progresismo, la socialdemocracia, el laborismo, el socialismo, el marxismo y el comunismo.
Los alegatos de que una agrupación es neofascista pueden ser contestados airadamente, especialmente cuando el término es empleado como epíteto político. Algunos regímenes de la posguerra de la Segunda Guerra Mundial han sido descritos como neofascistas por su carácter autoritario, a veces debido a su fascinación y simpatía con los rituales e ideología fascista. Postfascismo es una etiqueta que ha sido aplicada a varios partidos políticos europeos, que practican una forma modificada del fascismo y que participan en la política constitucional.

## Historia
Según Jean-Yves Camus y Nicolas Lebourg, la ideología neofascista emergió en 1942, después que la Alemania nazi inició la invasión de la Unión Soviética y decidió reorientar su propaganda sobre una base europeista. Entonces Europa se convirtió tanto en el mito como en la utopía de los neofascistas, que abandonaron las anteriores teorías sobre desigualdades dentro de la raza blanca para compartir una posición euronacionalista común después de la Segunda Guerra Mundial, encarnada en la política "Europa como una Nación" de Oswald Mosley. Se puede trazar la siguiente cronología: una gestación ideológica antes de 1919; la experiencia histórica del fascismo entre 1919 y 1942, desarrollada en varias fases; y finalmente el neofascismo desde 1942 en adelante.
Sin embargo, el politólogo holandés Cas Mudde sitúa el nacimiento del neofascismo tras el final de la Segunda Guerra Mundial, constituyendo la llamada primera ola de la ultraderecha (1945-1955), siguiendo la terminología del politólogo alemán Klaus von Beyme. Esta primera ola se caracterizó por la existencia de pequeños grupos que se mantuvieron leales a la causa fascista a pesar de la derrota. Estos grupos llamados «neofascistas», aunque nada tenían de nuevos pues seguían fieles a la vieja ideología nazi o fascista, se situaron en los márgenes del sistema político y de la sociedad debido al «consenso antifascista» alcanzado tras el final de la Segunda Guerra Mundial ―el «nunca más»―. Se agruparon inicialmente en asociaciones de apoyo a los excombatientes de la Wehrmacht. Los que constituyeron partidos neofascistas ―algunos de los cuales fueron prohibidos por los tribunales como el alemán Partido Socialista del Reich o el neerlandés Movimiento Social Europeo Nacional― o no concurrieron a las elecciones o cuando lo hicieron obtuvieron un escasísimo apoyo. La excepción la constituyó el Movimiento Social Italiano (MSI, acrónimo también leído como Mussolini Sei Immortale [«Mussolini, eres inmortal»]). Lo encabezaba Giorgio Almirante, un antiguo cargo del gobierno fascista, y consiguió entrar en 1948 en el parlamento de la recién proclamada República italiana. Nunca dejó de conseguir algún escaño a lo largo de toda su existencia ―en 1995 se transformó en la «posfascista» Alianza Nacional―. Los partidos neofascistas europeos fundaron en 1951 el Movimiento Social Europeo, estimulados por el éxito del MSI italiano, pero fue una iniciativa, en la que también participó el fascista británico Oswald Mosley, que no tuvo ninguna repercusión. Tampoco la tuvo la propuesta del neofascista estadounidense Francis Parker Yockey de formar el Frente de Liberación Europeo. Fuera de Europa solo surgieron pequeños grupos neofascistas en América Latina muy influidos por el régimen salazarista de Portugal y el régimen franquista de España.
El Movimiento Social Italiano, inspirado en la fascista República Social Italiana, se convirtió en uno de los principales puntos de referencia para la extrema derecha europea hasta finales de la década de 1980, y «el mejor (y único) ejemplo de un partido neofascista», en palabras del politólogo Cas Mudde. Otras organizaciones, como Jeune Nation, hicieron llamados a la insurrección extraparlamentaria contra el régimen a fines de la década de 1950, siendo remanentes de las estrategias fascistas del periodo de entreguerras. La principal fuerza movilizadora de los movimientos neofascistas era lo que estos veían como la defensa de la «civilización occidental» contra el auge tanto del comunismo, como del Tercer Mundo, en algunos casos como resultado de la pérdida del imperio colonial.
Durante la segunda ola de la ultraderecha (1955-1980), que se caracterizó por el predominio del populismo de derecha cuyo principal exponente sería el poujadismo, el neofascismo continuó estando presente en la escena política de los países occidentales aunque sin abandonar la marginalidad. La excepción la constituyó en Europa el Partido Nacionaldemócrata de Alemania (NPD) fundado en 1964 por antiguos altos cargos nazis y que convirtió la oposición a la inmigración de origen no europeo en una de sus señas de identidad. Por las mismas fechas se fundó en Gran Bretaña el abiertamente racista Frente Nacional ―«Alto a la inmigración» o «Hagamos Gran Bretaña grande de nuevo» eran algunos de sus lemas―. Sin embargo, durante esta segunda ola «las formaciones ultraderechistas no pasaban de ser un fenómeno político marginal. Los grupos neonazis apenas podían manifestarse por las calles sin ser detenidos y los partidos antiimigración no obtenían casi ningún apoyo electoral».
En 1961, el negacionista y pronazi Maurice Bardèche «redefinió» el carácter del fascismo en un libro considerado influyente en la extrema derecha europea, titulado Qu'est-ce que le fascisme? (¿Qué es el fascismo?). Él argumentó que los anteriores fascistas básicamente cometieron dos errores al haber concentrado sus esfuerzos en los métodos antes que en el "concepto" original; ellos erróneamente creían que la sociedad fascista podía alcanzarse a través del estado nación, al contrario de la construcción de Europa. Según Bardèche, el fascismo podía sobrevivir al siglo XX en un nuevo ropaje metapolítico si sus teóricos tenían éxito en construir métodos ingeniosos adaptados a los cambios de su tiempo; la meta era la promoción del núcleo del proyecto político-cultural fascista antes que vanos intentos de resucitar regímenes condenados.
En el espíritu de la estrategia del disfraz a través del cambio de estructura de Bardèche, el MSI desarrolló una política de inserimento (inserción, entrismo), que se basaba en ganar aceptación política a través de la cooperación con otros partidos dentro del sistema democrático. En el contexto político de la Guerra Fría, el anticomunismo empezó a reemplazar al antifascismo como la tendencia dominante en las democracias liberales. En Italia, el MSI se volvió un grupo de apoyo en el parlamanto para el gobierno demócrata cristiano a fines de la década de 1950 e inicios de la década de 1960, pero fue obligado a volver al "gueto político" después de protestas antifascistas y violentos enfrentamientos callejeros entre grupos radicales, los cuales hicieron dimitir en julio de 1960 al breve Gabinete Tambroni apoyado por los fascistas.
En la tercera ola de la ultraderecha (1980-2000) los partidos europeos de la derecha radical populista, convertida al final del periodo en la ideología dominante de la extrema derecha, fueron entrando en los parlamentos especialmente durante la década de 1990 pero su crecimiento fue respondido por la sociedad y por el resto de formaciones políticas, por lo que estos partidos, incluidos los neofascistas, continuaron relegados en los márgenes del sistema político.
Durante la cuarta ola de la ultraderecha, que se inició hacia el año 2000 y llega hasta la actualidad, y que se ha caracterizado por el hecho de que los partidos de la derecha radical populista han dejado de ser marginales, han aparecido nuevos partidos neofascistas como el griego Amanecer Dorado o el eslovaco Kotleba-Partido Popular Nuestra Eslovaquia. A partir especialmente de la «crisis de los refugiados» de 2015, según Cas Mudde, «las manifestaciones antiinmigración se han convertido en habituales en las calles de muchas ciudades europeas importantes, y también la violencia ultraderechista contra antifascistas, inmigrantes, miembros de la comunidad LGTBQ, minorías étnicas, refugiados y solicitantes de asilo ha experimentado un notable incremento».

## Causas y descripción
Diversos historiadores y politólogos han resaltado que las situaciones de varios países europeos en las décadas de 1980 y 1990, en particular Francia, Alemania e Italia, eran en algunos formas significativas análogas a las condiciones de Europa en el periodo de entreguerras que impulsaron el fascismo en sus diversas variantes nacionales. Las constantes crisis económicas incluían un alto desempleo, el resurgimiento del nacionalismo, el incremento de los conflictos étnicos y las debilidades geopolíticas de los regímenes nacionales estaban presentes, aunque no era una correspondencia precisa, las circunstancias eran lo suficientemente similares para promover el inicio del neofascismo como un nuevo movimiento fascista. Ya que el nacionalismo intenso es casi siempre una parte del neofascismo, los partidos que conforman este movimiento no son paneuropeos, sino que son específicos al país en donde surgen; además, los partidos neofascistas y otros grupos tienen muchos puntos ideológicos en común.
Aunque ciertamente fascista en su caracater, algunos afirman que hay diferencias entre el neofascismo y lo que puede llamarse "fascismo histórico", o el tipo de neofascismo que surgió poco después del final de la Segunda Guerra Mundial. Algunos historiadores afirman que los partidos neofascistas contemporáneos no son antidemocráticos porque operan dentro del sistema político de su país. Si esto es una diferencia significativa entre el neofascismo y el fascismo histórico, es puesto en tela de juicio por algunos eruditos, que resaltan que Hitler operó dentro del sistema político de la República de Weimar para alcanzar el poder, aunque lo hizo a través de un proceso antidemocrático pero constitucional, en la forma de su nombramiento por el presidente antes que por elección a través del Reichstag. Otros apuntan que los actuales neofascistas no tienen un carácter totalitario, pero la organización de sus partidos dentro de las líneas del Führerprinzip parecen indicar lo contrario. El historiador Stanley G. Payne afirma que las diferencias de las actuales circunstancias con las del periodo de entreguerras, y el fortalecimiento de la democracia en los países europeos desde el final de la guerra previenen un retorno general del fascismo histórico, haciendo que los verdaderos grupos neofascistas sean pequeños y se mantengan al margen del espectro político. Para Payne, grupos tales como el Frente Nacional de Francia no son de carácter neofascista, sino simplemente "partidos de derecha radical" que, con el paso del tiempo, moderarán sus posiciones a fin de lograr la victoria electoral.
El problema de los inmigrantes, tanto legales como ilegales o irregulares, ya sean llamados "extranjeros", "trabajadores extranjeros", "refugiados económicos", "minorías étnicas", "solicitantes de asilo" o "afuerinos", es un tema central neofascista, íntimamente ligado a su nativismo, ultranacionalismo y xenofobia, pero los detalles difieren de país a país debido a las circunstancias prevalentes. En general, el ímpetu antiinmigrante es fuerte cuando la economía es débil o el desempleo es alto, la gente temiendo que los extranjeros les quiten los puestos de trabajo. A causa de esto, los partidos neofascistas tienen más impulso electoral durante los periodos de dificultades económicas. Nuevamente, esto refleja la situación del periodo de entreguerras, cuando, por ejemplo, Alemania padecía una terrible hiperinflación y muchas personas perdieron los ahorros de sus vidas. En la Europa contemporánea, los partidos políticos hegemónicos ven la ventaja electoral que obtienen los partidos neofascistas y de extrema derecha por su fuerte énfasis en el supuesto problema del extranjero, viéndose tentados a tocar el tema e inclinarse hacia la derecha en el problema del inmigrante, esperando obtener algunos votos de parte de la derecha dura. A falta de un fuerte movimiento socialista en la Europa de posguerra, esto hace que el centro político tienda a moverse generalmente hacia la derecha.
Mientras que tanto el fascismo histórico como el neofascismo contemporáneo son xenófobos, nativistas y antiinmigrantes, los líderes neofascistas tienen cuidado en no presentar estos puntos de vista de forma directa para no trazar obvios paralelismos con eventos históricos. Tanto Jean-Marie Le Pen del Frente Nacional francés, como Jörg Haider del Partido de la Libertad de Austria, en palabras del historiador Tony Judt, "solo revelaron [sus] prejuicios indirectamente". Los judíos no serían castigados en grupo, pero una persona podía ser específicamente llamada peligrosa, dándose la casualidad de que es judía. La presentación en público de sus líderes es una diferencia de principios entre los neofascistas y los fascistas históricos: sus programas políticos han sido "finamente pulidos y 'modernizados'" para atraer al electorado, una "'ideología de extrema derecha con envase democrático'". Los modernos neofascistas no aparecen con "botas de montar y camisas pardas", sino con trajes y corbatas. La elección es deliberada, ya que los líderes de varios grupos trabajan en diferenciarse ellos mismos de los brutales líderes del fascismo histórico, además de ocultar cualquier relación de parentesco o política con los movimientos fascistas históricos. Cuando estas se hacen públicas, como en el caso de Haider, pueden llevar a su declive y caída.

## Redes internacionales
En 1951 se organizó la alianza europea neofascista Nuevo Orden Europeo (NOE), para promover el nacionalismo europeo. Fue una escisión más radical del Movimiento Social Europeo. Los orígenes del NOE se remontan a la conferencia de Malmö de 1951, cuando un grupo de rebeldes liderado por René Binet y Maurice Bardèche rehusaron unirse al Movimiento Social Europeo, porque creían que no era lo suficientemente duro en materia de racialismo y anticomunismo. En consecuencia, Binet se unió con Gaston-Armand Amaudruz en una segunda reunión que tuvo lugar en Zúrich ese mismo año para crear un segundo grupo dedicada a luchar contra los comunistas y las personas no-blancas.

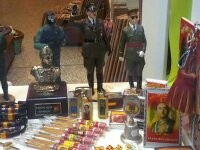
Imaginería franquista/falangista y nazi en una tienda de Toledo.

Varios regímenes de la Guerra Fría y movimientos neofascistas internacionales colaboraron en operaciones tales como asesinatos y atentados con explosivos de bandera falsa. Stefano Delle Chiaie, quien estuvo involucrado en los Años de Plomo italianos, participó en el Plan Cóndor; organizó el intento de asesinato de 1976 del demócrata cristiano Bernardo Leighton. Vincenzo Vinciguerra escapó a la España franquista con ayuda del SISMI, después del ataque a Peteano de 1972, por el cual fue sentenciado a cadena perpetua. Junto a Delle Chiaie, Vinciguerra testificó en Roma en diciembre de 1995 ante la juez María Romilda Servini de Cubría, afirmando que Enrique Arancibia Clavel (un exagente de la policía secreta chilena acusado por crímenes contra la humanidad en 2004) y el expatriado estadounidense y agente de la DINA Michael Townley estuvieron directamente involucrados en el asesinato del General Carlos Prats. Michael Townley fue sentenciado a 15 años de prisión en Italia, por haber servido de intermediario entre la DINA y los neofascistas italianos.
Los regímenes de Argentina, Chile y Paraguay participaron juntos en el Plan Cóndor, cuyos objetivos eran sus oponentes políticos alrededor del mundo. Durante la Guerra Fría, estas operaciones internacionales incrementaron una cierta cooperación entre diversos elementos neofascistas que luchaban en una "Cruzada contra el comunismo". El terrorista anticastrista Luis Posada Carriles fue sentenciado el 6 de octubre de 1976 por el derribo con bomba del vuelo 455 de Cubana. Según el Miami Herald, este atentado se decidió en el mismo encuentro durante el cual se decidió eliminar al exministro chileno Orlando Letelier, que fue asesinado el 21 de setiembre de 1976. Carriles escribió en su autobiografía que "nosotros los cubanos, no nos oponemos a una tiranía aislada ni al particular sistema de nuestra patria, sino que tenemos delante nuestro a un colosal enemigo, cuya principal cabeza está en Moscú, con sus tentáculos extendiéndose peligrosamente sobre todo el planeta."

## Europa

### Eslovaquia
Kotlebistas - Partido Popular Nuestra Eslovaquia es un partido político de extrema derecha con puntos de vista considerados como extremistas y fascistas. Marian Kotleba, el líder del partido, es un exneonazi, que una vez vistió un uniforme basado en el de la Guardia de Hlinka, la milicia de la República Eslovaca, estado clientelar de la Alemania nazi. Él se opone al pueblo gitano, a los inmigrantes, a la Insurrección nacional eslovaca, la OTAN, los Estados Unidos y la Unión Europea. El partido también defiende la figura del criminal de guerra clerofascista y expresidente Jozef Tiso.
En 2003, Kotleba fundó el partido político de extrema derecha Comunidad Eslovaca (Slovenská pospolitosť, en eslovaco). En 2007, el Ministerio del Interior eslovaco prohibió al partido hacer campañas electorales y participar en comicios. A pesar de esta prohibición, el partido de Kotleba obtuvo el 8,04% de votos en las elecciones parlamentarias de Eslovaquia de 2016, y el apoyo de los votantes al partido continua incrementándose.

### España

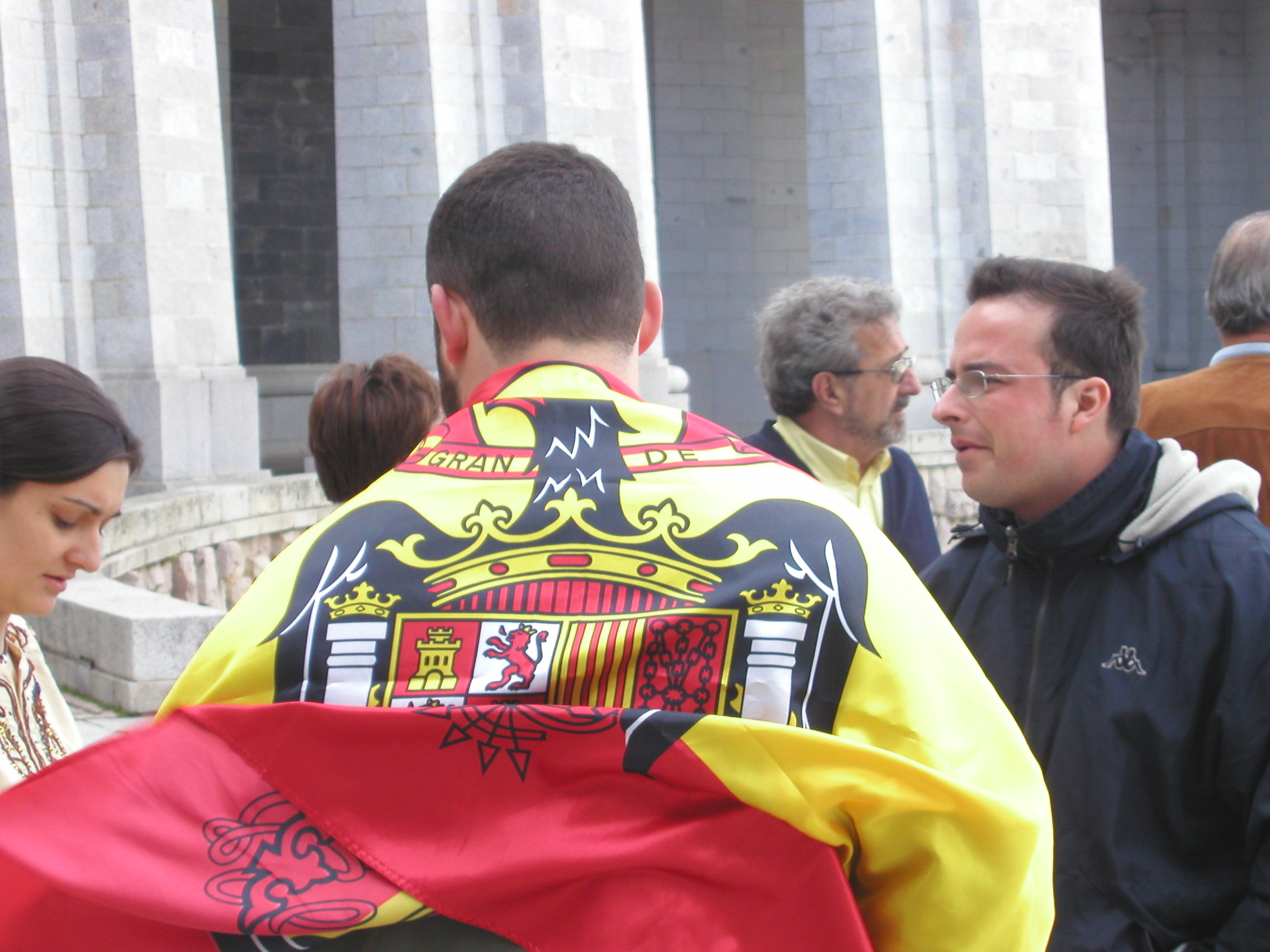
Visitantes neofascistas en el Valle de los Caídos, portando una bandera franquista.

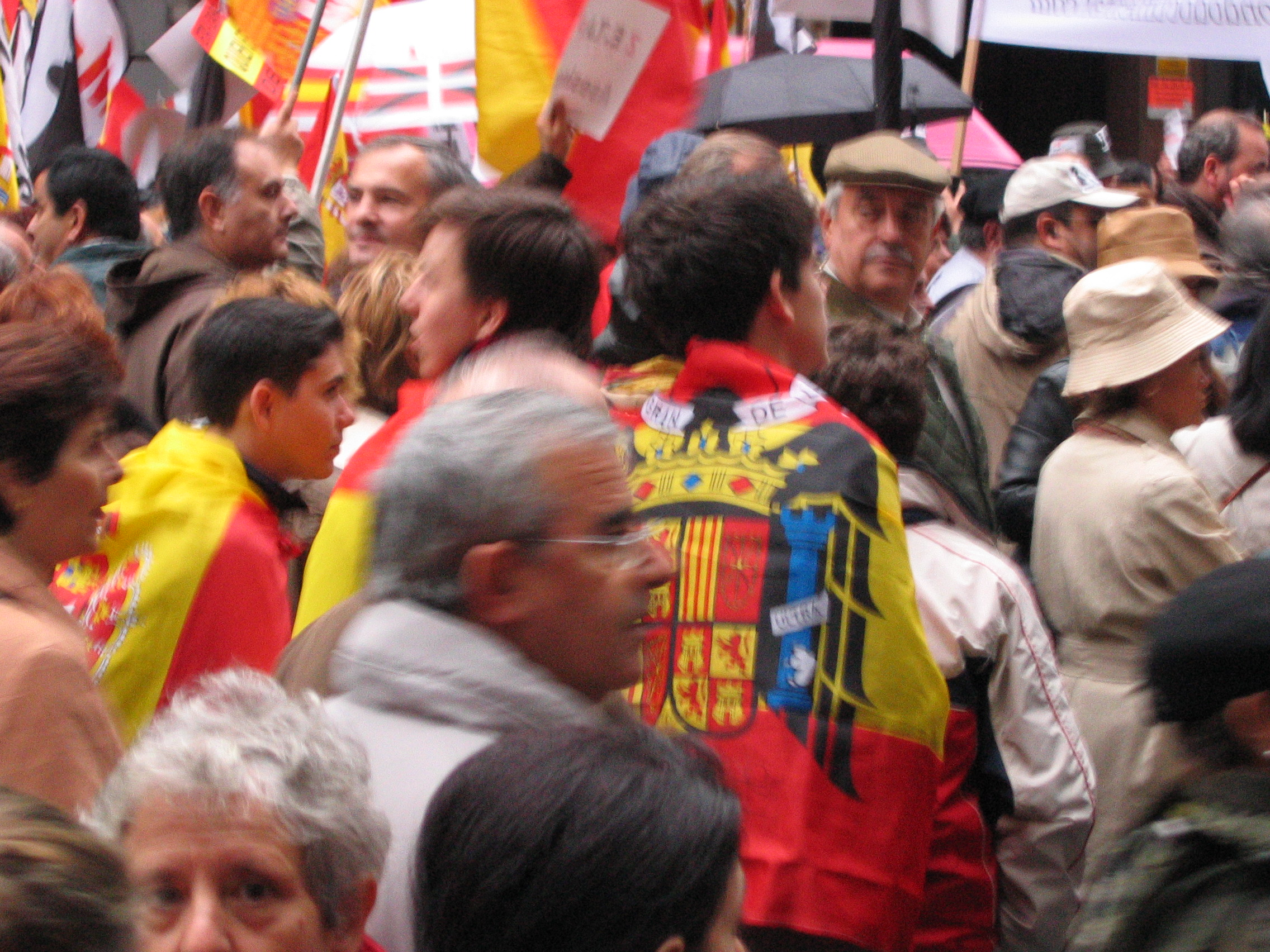
Participante de una manifestación de la Asociación Víctimas del Terrorismo, portando la misma bandera.

El neofascismo en España ha tenido manifestaciones heterogéneas. Se hace referencia con este término a algunos grupúsculos neofascistas que ya desde los años 1950 y 1960 se oponían al aperturismo de la dictadura de Francisco Franco. El neofascismo adquirió una importancia mayor tras la muerte de Franco, aunque no todos los grupos neofascistas se identificaron con el Régimen. En cualquier caso, su presencia en España siempre ha sido minoritaria. En las elecciones generales de 1979, en las que consiguieron sus mejores resultados, obtuvieron menos del 2,5% de los votos. Fue en esas elecciones cuando se eligió al único diputado neofranquista de la España democrática, Blas Piñar (FN), que perdió su escaño en 1982. Desde entonces, los partidos neofascistas ni siquiera se han acercado a las cifras necesarias para obtener representación en las Cortes Generales. Frecuentemente, sin embargo, consiguen algunas concejalías en pequeños municipios rurales.
Un componente importante en estos grupos fue el terrorismo (véase: terrorismo tardofranquista). Entre los años 1976 y 1981, periodo clave de la transición española, cometieron 46 asesinatos y se distinguieron por ejercer la violencia callejera. A diferencia de otros grupos coetáneos de ideología similar, como algunos chilenos o italianos cuyas acciones iban dirigidas al derrocamiento de gobiernos democráticos, el objetivo final de los neofascistas españoles durante la Transición fue perpetuar la dictadura franquista.

### Grecia

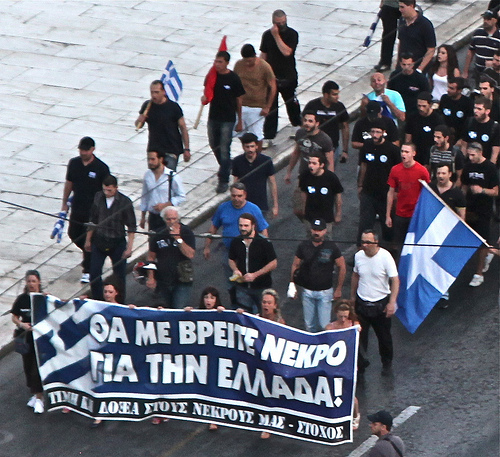
Manifestación de Amanecer Dorado en Grecia, 2012.

Después del inicio de la Gran Recesión y la crisis económica en Grecia, un movimiento conocido como Amanecer Dorado, ampliamente considerado como un partido neonazi, salió de la oscuridad por el amplio apoyo recibido y obtuvo escaños en el parlamento griego, aunando una fuerte hostilidad hacia las minorías étnicas, los inmigrantes ilegales y los refugiados. En 2013, después del asesinato de un músico antifascista por una persona con conexiones a Amanecer Dorado, el gobierno griego ordenó el arresto de Nikolaos Michaloliakos, líder de Amanecer Dorado, así como de otros miembros del partido bajo cargos de asociación criminal. En octubre de 2020, la corte declaró a Amanecer Dorado como una organización criminal, sentenciando a 68 miembros por diversos crímenes, inclusive asesinato.

### Italia

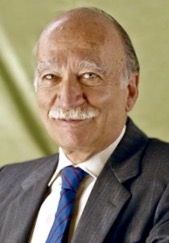
Giorgio Almirante, líder del Movimiento Social Italiano.

Después de la Segunda Guerra Mundial, Italia quedó ampliamente dividida en dos bloques políticos: los demócratas cristianos, que se mantuvieron en el poder hasta la década de 1990, y el Partido Comunista Italiano (PCI), que fue muy fuerte inmediatamente después de la guerra y alcanzó un amplio consenso durante la década de 1970.
Con el inicio de la Guerra Fría, el gobierno británico temía que las solicitudes de extradición de criminales de guerra italianos a Yugoslavia podían beneficiar al PCI. Previniendo un equivalente de los juicios de Núremberg para los crímenes de guerra italianos, la memoria colectiva de los crímenes cometidos por italianos fue excluida de los medios de comunicación, de los libros de texto en las escuelas e incluso del discurso académico en el lado occidental de la Cortina de Hierro durante la Guerra Fría. El PCI fue expulsado del poder en mayo de 1947, un mes antes de la Conferencia de París sobre el Plan Marshall, junto al Partido Comunista Francés (PCF).
En 1946, un grupo de soldados fascistas fundó el Movimiento Social Italiano para seguir apoyando las ideas de Benito Mussolini.
El líder del MSI fue Giorgio Almirante, que estuvo a cargo del partido hasta su muerte en 1988.
A pesar de los intentos en la década de 1970 por lograr un "compromiso histórico" entre el PCI y la DC, el PCI no tuvo un papel en el poder ejecutivo hasta la década de 1980. En diciembre de 1970, Junio Valerio Borghese intentó junto a Stefano Delle Chiaie, llevar a cabo el golpe de Borghese, que supuestamente instalaría un régimen neofascista. Los grupos neofascistas participaron en varias operaciones de bandera falsa, empezando con el atentado de Piazza Fontana en diciembre de 1969, por el que fue sentenciado Vincenzo Vinciguerra, considerándose en general que cesaron con la matanza de Bolonia de 1980. Un informe parlamentario de 2000 de la coalición de centro izquierda El Olivo, concluyó que "la estrategia de la tensión fue apoyada por los Estados Unidos a fin de impedir que el PCI, y, en menor medida, el PSI alcancen el poder ejecutivo".[cita requerida]
Desde la década de 1990, la Alianza Nacional, liderada por Gianfranco Fini, un exmiembro del Movimiento Social Italiano, se ha distanciado de Mussolini y el fascismo, además de haber hecho esfuerzos para mejorar sus relaciones con organizaciones judías, haciendo que la mayoría de fanáticos la abandonen; ahora busca presentarse como un respetable partido de derecha. Fini se unió al gobierno de Silvio Berlusconi. Los partidos neofascistas de Italia incluyen al Movimiento Social Llama Tricolor (Fiamma Tricolore), la Fuerza Nueva (Forza Nuova), el Frente Social Nacional (Fronte Sociale Nazionale) y CasaPound.

### Portugal
Después de la Revolución de los Claveles de 1974 y la caída del autoritarismo en Portugal, surgieron varios grupos neofascistas salazaristas, tales como el Nuevo Orden, que fue creado en 1978. Un informe del Parlamento Europeo definió la ideología del Nuevo Orden como fascista revolucionaria e hipernacionalista. El grupo también tenía conexiones con Fuerza Nueva en España. El Nuevo Orden fue disuelto en 1982, sin embargo sus actividades continuaron hasta una fecha tan tardía como 1985.

### Reino Unido
El Partido Nacional Británico (PNB) es un partido político nacionalista del Reino Unido que sigue la ideología del fascismo y se opone a la inmigración. En las elecciones para europarlamentarios de 2009, obtuvo dos diputados, incluyendo al exlíder del partido Nick Griffin. Otras organizaciones británicas descritas como fascistas o neofascistas incluyen al Frente Nacional, Combat 18, la English Defence League y Britain First.
El Partido de la Independencia del Reino Unido (UKIP) ha sido acusado por sus oponentes políticos de adherirse a elementos del fascismo, como por ejemplo, políticas nacionalistas populistas y antiinmigración. Sin embargo, el UKIP ha negado esto, afirmando que sus políticas no son antiinmigración, sino a favor de una inmigración controlada, patrióticas, no nacionalistas, a favor de la democracia británica y para todos los ciudadanos británicos sin importar su etnia o país de origen. Además, apoya un estado pequeño y la libertad económica, que usualmente no se encuentran dentro del fascismo. Un blog de la London School of Economics examinó tanto al UKIP como al PNB y, aunque halló similitudes en apoyo demográfico y algunas políticas, falló en hallar cualquier enlace ideológico sólido entre ellos. Sin embargo, resaltó un incremento coincidente en apoyo al UKIP y un declive del apoyo al PNB, especulando una posible relación entre ellos. Algunos textos de izquierda, críticos con el UKIP, también niegan que sea fascista.

### Turquía
Los Lobos Grises es una organización juvenil turca ultranacionalista y neofascista. Es el "brazo militante no oficial" del Partido de Acción Nacionalista. Han sido acusados de terrorismo. Según las autoridades turcas,[¿cuál?] la organización llevó a cabo 694 asesinatos durante la violencia política en Turquía a fines de la década de 1970, entre 1974 y 1980.
El Partido de Acción Nacionalista, fundado por Alparslan Türkeş, también es descrito a veces como neofascista.

## América

### Bolivia
El partido Falange Socialista Boliviana, fundado en 1937, jugó un papel crucial en la política boliviana de mediados del siglo XX. El general Luis García Meza llegó al poder a través del golpe de Estado de 1980, con la ayuda del neofascista italiano Pierluigi Pagliai, el terrorista Stefano Delle Chiaie, y la junta militar argentina.

### Chile
En Chile existieron diversos movimientos, partidos y agrupaciones paramilitares de corte neofascista, como el Frente Nacionalista Patria y Libertad, organización paramilitar que funcionó durante el gobierno de Salvador Allende teniendo como objetivo el derrocamiento del presidente; Avanzada Nacional, partido pinochetista de corte neofascista y neofascista que funciono a finales de los 80; Acción Identitaria; y el Movimiento Social Patriota, organización creada el 2017 como escisión de Acción Identitaria, de corte neofascista, neonazi, ultraconservadora y antiglobalista.

### Estados Unidos
En los Estados Unidos, los grupos que son identificados como neofascistas generalmente incluyen organizaciones y movimientos neonazis, tales como los Proud Boys, la Alianza Nacional y el Partido Nazi Estadounidense. El Institute for Historical Review publica artículos de historia negacionistas, frecuentemente de carácter antisemita. La derecha alternativa, que abarca un amplio espectro ideas de extrema derecha, desde neorreaccionarios hasta nacionalistas blancos, frecuentemente es incluida bajo el término general de "neofascista", porque estos adhieren a una forma radical de ultranacionalismo autoritario.

## Oceanía

### Australia y Nueva Zelanda
El australiano Brenton Harrison Tarrant, perpetrador de los atentados de Christchurch de 2019 en la mezquita Al Noor y el centro islámico de Linwood en Christchurch, Nueva Zelanda, era un fascista declarado que seguía al ecofascismo y admiraba a Oswald Mosley, el líder de la Unión Británica de Fascistas, citándolo en su manifiesto El Gran Reemplazo (titulado a partir de la teoría conspirativa francesa de extrema derecha homónima).

## Asia

### India
La ideología Hindutva de organizaciones tales como la Rashtriya Swayamsevak Sangh (RSS), ha sido comparada desde hace mucho tiempo con el fascismo o el nazismo. Un editorial publicado el 4 de febrero de 1948, por ejemplo, en el National Herald, periódico indio relacionado con el partido Congreso Nacional Indio, afirmó que "parece que [la RSS] encarna el hinduísmo en una forma nazi", con la recomendación que debe ser disuelta. Igualmente, en 1956 otro líder del partido del Congreso comparó a la organización Jana Sangh con los nazis en Alemania. Después de las décadas de 1940 y 1950, varios eruditos han etiquetado o comparado a la ideología Hindutva con el fascismo. Marzia Casolari ha relacionado la asociación y préstamo de las ideaas nacionalistas europeas del periodo de entreguerras con los primeros líderes de la ideología Hindutva. Según el Diccionario Conciso Oxford de Política y Relaciones Internacionales, el término Hindutva tiene "connotaciones fascistas".
El economista marxista y comentarista político indio Prabhat Patnaik llama a Hindutva "casi fascista en el sentido clásico". Él afirma que el movimiento Hidutva está basado en "apoyo de clase, métodos y programa". Según Patnaik, Hindutva tiene los siguientes ingredientes fascistas: "un intento de crear una mayoría unificada homogénea bajo el concepto de 'los hindúes'; un sentimento de rechazo a las injusticias del pasado; un sentimiento de superioridad cultural; una interpretación de la historia según este rechazo y superioridad; el rechazo de argumentos racionales contra esta interpretación; y un llamado a la mayoría basado en la raza y la masculinidad".

### Indonesia
La propaganda nazi que sostenía la hegemonía de la "Gran Alemania" inspiró las ideas similares de "Indonesia Mulia" (amada Indonesia) e "Indonesia Raya" (Gran Indonesia) en la excolonia holandesa. El primer partido fascista fue el Partai Fasis Indonesia (PFI). Sukarno admiraba la Alemania nazi: "Es en el Tercer Reich que los alemanes verán a su patria en el ápice sobre otras naciones de este mundo", dijo en 1963. Él afirmó que Hitler era "extraordinariamente inteligente" en "describir sus ideales": él habló sobre las habilidades retóricas de Hitler, pero negó cualquier asociación con el nazismo a nivel de ideología, diciendo que el nacionalismo indonesio no era tan estrecho como el nacionalismo nazi.

### Mongolia
Dado que Mongolia está situada entre las superpotencias de Rusia y China, las inseguridades étnicas han dirigido a muchos mongoles hacia el neofascismo, expresando un nacionalismo centrado alrededor de Gengis Kan y Adolf Hitler. Los grupos que sostienen tales ideologías incluyen a Mongolia Azul, Dayar Mongol y la Unión Nacional Mongola.

### Taiwán
La Asociación Nacional Socialismo (ANS) es una organización política neofascista fundada en Taiwán en setiembre de 2006 por Hsu Na-chi (許娜琦), una bachiller en ciencias políticas por la Universidad de Soochow. La ASN ve a Adolf Hitler como su líder y emplea con frecuencia el eslogan "Larga vida a Hitler". Esto hizo que fuese condenada por el Centro Simon Wiesenthal, un centro internacional judío de derechos humanos.